# Itsiïta
La itsiïta és un mineral de la classe dels silicats. Rep el nom per la serralada Itsi, al Canadà. "Itsi" significa "vent" en Kaska, l'idioma dels primers pobles que van habitar la zona.

## Característiques
La itsiïta és un ciclosilicat de fórmula química Ba₂Ca(BSi₂O₇)₂. Va ser aprovada com a espècie vàlida per l'Associació Mineralògica Internacional l'any 2013, i publicada un any més tard. Cristal·litza en el sistema tetragonal. Es troba en forma d'intercreixements de plaques tetragonals de fins a 1 mm d'ample. Els cristalls d'itsiïta solen aparèixer amb cerchiaraïta-(Fe). La seva duresa a l'escala de Mohs és 5,5. És una espècie estructuralment relacionada amb la hialotequita i la kapitsaïta-(Y). L'exemplar que va servir per a determinar l'espècie, el que es coneix com a material tipus, es troba conservat a les col·leccions del Museu d'Història Natural del Comtat de Los Angeles, a Califòrnia, amb el número de catàleg 64072.

## Formació i jaciments
Va ser descoberta prop el llac Wilson, a la serralada Itsi, dins el districte miner del llac Watson, a Yukon, Canadà, on sol trobar-se associada a altres minerals com: witherita, esfalerita, quars, pirita, diòpsid i cerchiaraïta-(Fe). Es tracta de l'únic indret de tot el planeta on ha estat descrita aquesta espècie mineral.